# Tanaecia puseda
Tanaecia puseda är en fjärilsart som beskrevs av Moore 1857. Tanaecia puseda ingår i släktet Tanaecia och familjen praktfjärilar. Inga underarter finns listade i Catalogue of Life.